# Power Architecture Platform Reference
Die Power Architecture Platform Reference, kurz PAPR, ist eine Spezifikation für eine Hardwareplattform auf Basis von Prozessoren der Power- und PowerPC-Befehlssatzarchitektur, die auf eine Initiative von Power.org zurückgeht. Power.org wurde Ende 2004 als Zusammenschluss mehrerer Firmen gegründet. Die Spezifikation ersetzt die PowerPC Platform der 1990er Jahre.

## Geschichte
Bereits ab 2005 wurde über Power.org das interne Design des Prozessorkerns PowerPC 450 interessierten Forschern und Universitäten zugänglich gemacht und 2006 wurden auf der Webseite sämtliche Designunterlagen des PowerPC-basierten Pegasos-Mainboard veröffentlicht. Der Pegasus wurde noch nach der Spezifikation Common Hardware Reference Platform (CHRP, 1995 in PowerPC Platform umbenannt) entwickelt, dem Vorläufer der PAPR.
Mit dem Ziel, die Power- und PowerPC-Prozessorarchitektur voranzutreiben, arbeiteten unter der Schirmherrschaft von Power.org Firmen wie Freescale und IBM zusammen. IBMs Power5 und Power6 dienten als Ausgangspunkt der gemeinsamen Weiterentwicklung.
Im August 2013 wurde mit der OpenPOWER Foundation eine Allianz zur gemeinsamen Fertigung von Power-basierten Produkten zwischen IBM, Google, Nvidia, Mellanox und Tyan gegründet, der ein Jahr später auch Samsung beitrat.

## Spezifikationen
- PAPR – Power Architecture Platform Reference
- ePAPR – Embedded Power Architecture Platform Requirements
- LoPAPR – Linux on Power Architecture Platform Reference

Die vollständige Spezifikation ist nur OpenPOWER-Mitgliedern zugänglich, allerdings sind die Embedded Power Architecture Platform Requirements und die Linux on Power Architecture Platform Reference, letztere eine gekürzte Version der Spezifikation, frei verfügbar.